# Campionato argentino di rugby a 15 1948
Il Campionato argentino di rugby a 15 1948  è stato vinto dalla selezione della Capital che ha battuto in finale la selezione della  Provincia di Buenos Aires.

## Eliminatorie
| QUARTI DI FINALE |                    |   |                         |        |                        |
| 4 luglio         | Cuyo               | - | Córdoba                 | 0 - 3  | Forfait                |
| 4 luglio         | UR del Norte       | - | Provincia               | 0 - 33 | Tucumán                |
| 4 luglio         | Capital            | - | Montevideo Cricket Club | 58 - 0 | C.A.S.I., Buenos Aires |
| 4 luglio         | Estudiantes Paranà | - | UR del Norte            | 6 - 3  | C.A.S.I., Buenos Aires |

| SEMIFINALI |           |   |                    |        |                        |
| 11 luglio  | Provincia | - | Córdoba            | 55 - 0 | C.A.S.I., Buenos Aires |
| 11 luglio  | Capital   | - | Estudiantes Paranà | 17 - 7 | C.A.S.I., Buenos Aires |

## Finale
| Buenos Aires 18 luglio 1948 | Capital | 20 – 18 | Provincia | Club Atletico San Isidro |